# Ernst Trahndorff
Ernst Trahndorff (* 13. März 1850 in Berlin; † 26. August 1914 in Düren), auch Ernst Thrandorf, Ernst Thrandorf und T. Ernst Thrandorf war ein deutscher Schriftsteller. Er schrieb unter dem Pseudonym T. Ernst. Er wohnte in Düren, Kaiserplatz 9, später Altenteich 18.
Seine Eltern waren der Berliner Direktor Otto Trahndorff und Wilhelmine, geb. Scherfling. Ernst Trahndorff war nicht verheiratet.
Trahndorff, dessen Lebenslauf nicht ganz geklärt ist, schrieb vornehmlich lokalhistorische Romane. Zu seinem Genre zählten auch Fest-Dichtungen, Bühnenspiele, Gedichte, Lieder und Reden aller Art.
Während seiner Studienzeit reiste er u. a. nach Frankfurt am Main, Leipzig und Königsberg. Der Stadtrat stellte dem Stadtarchivar August Schoop Trahnsdorff im Jahre 1894 als Adlatus für das Registrieren und Ordnen der Akten zur Verfügung. Dies erklärt auch sein historisches Wissen. 1895 trat Trahndorff von diesem Amt zurück.

## Werk (Auswahl)
- Aus Dürens schwersten Tagen, geschichtlicher Roman aus der Zeit um 1543, 1890 auch als Schauspiel im Stadttheater in 4 Abteilungen und acht Bildern aufgeführt (1883)
- Der Sonnenstrahl – eine alte Geschichte aus Düren und Gürzenich Erzählung (1890)
- Haus vom Sternenhof, Roman. Der Sternenhof war ein Hofgut in der Kämergasse.
- Der Flüchtling, romantisch-historische Erzählung aus dem Gebiet des Hürtgenwaldes (1887)
- Dürener Goldlöckchen, Roman (1888)
- Eine riesige Überraschung, Roman (1886)
- Zwei Gräber, Gedicht (1887)
- Heimath in Berlin, Roman (1865)
- Meister Wessel`s Tochter – Eine Erzählung aus Düren`s Vorzeit, Erzählung (1886)
- Hans von Sternenhof, romantisch-historische Erzählung (1887)
- Zülpich in den Tagen der Not, romantische Erzählung aus der Zeit des Dreißigjährigen Krieges  (1910)
- Floris Harpers, ortsgeschichtliche Erzählung aus Jülich im 16. Jahrhundert (1906)
- Sedan, Gedicht (1886)
- Zur Enthüllungsfeier des Kaiser Wilhelm Denkmals, Gedicht (1891)
- Heil Friedrich Wilhelm, Gedicht (1896)
- Dürener Bilder aus alter Zeit, Artikelserie in der Dürener Volkszeitung (1886)